# Siegfried Wendel
Siegfried Wendel (* 29. Juni 1935; † 10. Oktober 2016) war ein deutscher Sammler von mechanischen Musikinstrumenten und Museumsbetreiber.

## Wirken
Als Siegfried Wendel auf seiner Hochzeitsreise Mitte der 1960er Jahre bei Los Angeles ein Freilichtmuseum besuchte, das unter anderem auch eine Reihe von Player-Pianos und anderen Musikautomaten vorführte, inspirierte ihn dies zur Gründung des Ersten Deutschen Museums für mechanische Musikinstrumente am 17. Oktober 1969 in Hochheim am Main. Die Räumlichkeiten dort wurden bald zu klein und im Jahr 1975 bezog er mit dem Museum in Rüdesheim am Rhein den Brömserhof. Seitdem betrieb er dort unter Mitwirkung seines Sohnes Jens Wendel Siegfried’s Mechanisches Musikkabinett.
Wendel war 1975 Gründungsmitglied der Gesellschaft für Selbstspielende Musikinstrumente. Er prägte den Begriff Datenspeicher-Musikinstrumente und stellte damit die in den Musikautomaten verwendeten Platten und Bänder in die Ahnenreihe der modernen computergestützten Speichermedien.